# Bal de promo
Pour les articles homonymes, voir Prom.

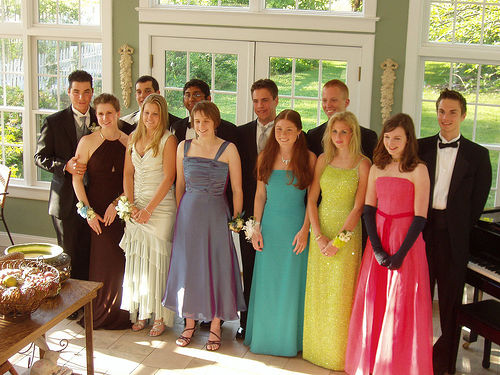
Un rassemblement avant un bal de promo (prom) aux États-Unis : garçons en smoking et filles en robes de soirée avec un bouquet à leurs poignets.

Le bal de promo, bal des finissants au Québec et à Saint-Pierre-et-Miquelon, bal de fin d’études ou bal de fin d’année est une fête qui se tient traditionnellement à la fin de la dernière année d'un degré d'étude pour en célébrer l'achèvement.

## Dans le monde

### États-Unis
Aux États-Unis, la prom ou prom night est une fête qui a lieu dans les écoles secondaires (high schools) vers la fin de l'année scolaire et à laquelle sont conviés les finissants (seniors ou élèves de 12e année), et parfois les juniors ou élèves de 11e année. L'événement est très important pour tous les élèves américains et figure depuis longtemps dans la culture des États-Unis. On peut désigner par élection, avant ou durant la fête, un roi et une reine du bal, qu'ils soient ou non un couple, pour les honorer. La fête a lieu dans n'importe quelle salle de réception à la disposition, même un gymnase.

### France
En France, comme en Amérique du Nord, le bal de promo marque la fin du lycée. Cependant, celui-ci ne s'est popularisé à grande échelle qu'au cours des dernières années.
Bien que très fréquente aux États-Unis, l'organisation de bals de promo doit son origine à la France. En effet, la cérémonie de remise des diplômes n'est en rien une tradition d'origine américaine ou anglo-saxonne : ce sont les étudiants de l'université de Paris qui l'avaient instaurée au début de la Renaissance.[réf. nécessaire] Les toges et coiffes académiques, quant à elles, remontent aux XIIe et XIIIe siècles. Elles étaient utilisées par les étudiants et les professeurs des premières universités européennes afin de se tenir au chaud dans des bâtiments non chauffés. Une tradition jugée passéiste en mai 1968 et qui a presque totalement disparu depuis en France, contrairement au Royaume-Uni, par exemple, où elle est restée très vivace et emblématique.
De nos jours, une minorité de lycées organise des bals de promos malgré la demande constante des conseils de vie lycéenne. Pour faire face à cette demande, les organisateurs du bal de promo solidaire ont créé une organisation spécialisée dans l'organisation et la promotion de la culture du bal de promo au sein des établissements français.

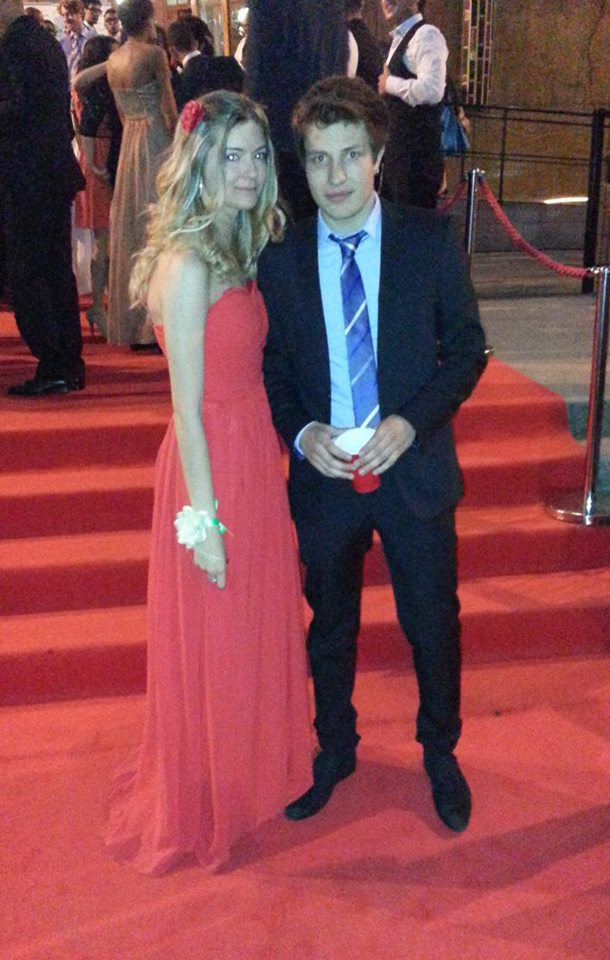
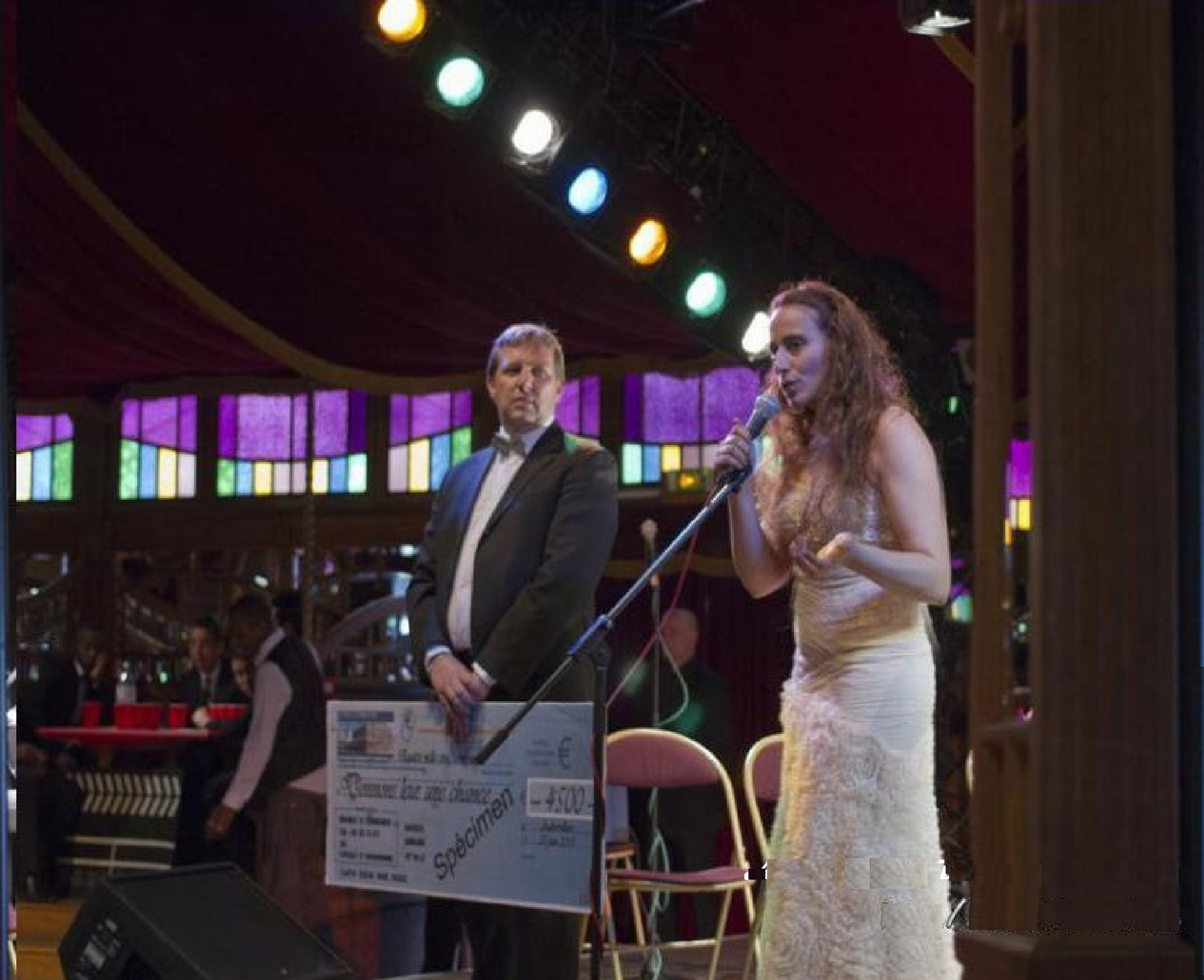

### Québec
Au Québec, le bal des finissants du secondaire, tenu à la fin de la 5e secondaire, est un événement social majeur qui est préparé plusieurs mois à l'avance. Les participants ont en général autour de 17 ans. Il est ordinairement tenu dans un hôtel ou une salle de réception. Comme aux États-Unis, un roi et une reine du bal peuvent être choisis. Une tradition récente a vu l'apparition de l'« après-bal », rassemblement informel des participants au bal tenu en plein air dans un lieu isolé et durant toute la nuit. De grandes quantités d'alcool y sont généralement consommées, ce qui engendre parfois des incidents,.
L'Office québécois de la langue française privilégie les expressions « bal des finissants », « bal de fin d'études », « bal de fin d'année » ou « bal des sortants », et déconseille « bal de graduation ».

### Saint-Pierre-et-Miquelon
La tradition existe également sur l'archipel français de Saint-Pierre-et-Miquelon, où les lycéens de terminale organisent le bal des finissants entre la fin des épreuves du baccalauréat et les résultats de celui-ci. Ils célèbrent ainsi la fin de leur scolarité sur l'archipel et leur départ « aux études » en métropole ou au Canada.

## Dans la culture populaire

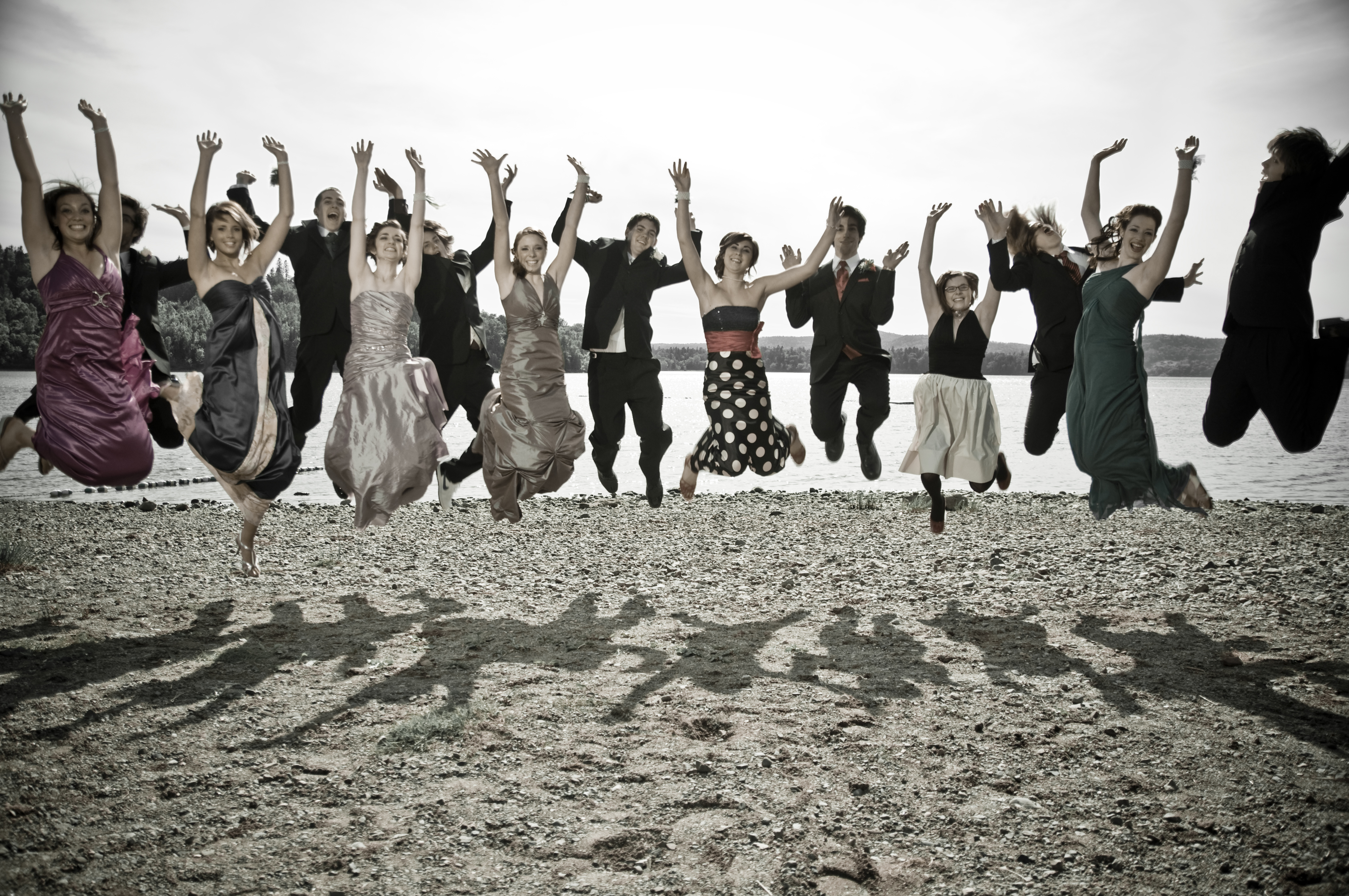
Rassemblement à la plage en préambule d'un bal de finissants d'une école secondaire du Nouveau-Brunswick (Canada).

Le bal de promo est souvent représentée dans la culture populaire, que ce soit dans la littérature, au cinéma (dans les teen movies) ou à la télévision (dans les teen dramas).

### Au cinéma
- Ainsi sont les femmes
- American Pie
- Collège Attitude
- Dix Bonnes Raisons de te larguer
- Elle est trop bien
- L'amour est un chien de l'enfer
- Le Bal de l'horreur (Prom Night)
- Le Bal de l'école
- My Boyfriend's Back
- Prom
- Rose bonbon
- Twilight, chapitre I : Fascination
- Carrie au bal du diable (Carrie)
- High School Musical

### Dans la littérature
- Fascination, roman de la série Twilight

### À la télévision
- Apocalypse show, épisode de Dawson
- Celui qui a failli aller au bal de promo, épisode de Friends
- Une soirée mémorable, épisode de Beverly Hills 90210
- Les Chiens de l'enfer, épisode de Buffy contre les vampires
- Plusieurs scènes de bal dans Pretty Little Liars
- Épisode 11 de la saison 1 de Teen Wolf
- La scène de bal dans 13 Reasons Why
- Épisodes dans les saisons 1 et 3 de Riverdale
- coup de foudre avec une Star